# Liste der Mitglieder des Sächsischen Landtags in der Weimarer Republik (6. Wahlperiode)
Diese Liste gibt einen Überblick über die Mitglieder des Sächsischen Landtags von April bis Oktober 1933. 
Die Abgeordneten wurden aufgrund der Gleichschaltung der Länder mit dem Reich nach der „Machtergreifung“ der Nationalsozialisten nicht gewählt, sondern nach dem Wahlergebnis der Reichstagswahl vom 5. März 1933 berufen. Die einzelnen Wählergruppen (Parteien) hatten dazu Wahlvorschläge einzureichen. Die KPD war davon ausgeschlossen. 
Die konstituierende Sitzung, an der die SPD-Abgeordneten aus Protest gegen die Verhaftung zahlreicher Fraktionsmitglieder nicht teilnahmen, fand am 16. Mai 1933 statt. Danach kam der Landtag nur noch zu zwei Sitzungen (am 23. Mai und am 22. August 1933) zusammen. Mit der Auflösung des Reichstags am 14. Oktober 1933 wurde gemäß § 11 des Gleichschaltungsgesetzes vom 31. März 1933 auch der Sächsische Landtag aufgelöst. Durch das Gesetz über den Neuaufbau des Reichs vom 30. Januar 1934 wurden die Volksvertretungen der Länder endgültig aufgehoben. 

## Zusammensetzung
- SPD: 22
- DStP: 1
- Z: 1
- DVP: 2
- CSVD: 1
- KSWR: 6
- NSDAP: 38

| Fraktion (Partei)                              | Abkürzung | Sitze |
| ---------------------------------------------- | --------- | ----- |
| Nationalsozialistische Deutsche Arbeiterpartei | NSDAP     | 38    |
| Sozialdemokratische Partei Deutschlands        | SPD       | 22 1  |
| Deutschnationale Front 2                       | DNF       | 6     |
| Deutsche Volkspartei                           | DVP       | 2     |
| Deutsche Staatspartei                          | DStP      | 1 3   |
| Christlich-Sozialer Volksdienst                | CSVD      | 1 4   |
| Zentrum                                        | Zentrum   | 1 5   |
| gesamt                                         |           | 71    |

## Vorstand des Landtages
- Präsident des Landtags:
Walter Dönicke (NSDAP)
- 1. stellvertretender Präsident:
Cuno Meyer (NSDAP)
- 2. stellvertretender Präsident:
Otto Naumann (NSDAP)
- Schriftführer:
Kurt Gruber (NSDAP)
Kurt Lasch (NSDAP)
Karl Martin (NSDAP)
Friedrich Munde (NSDAP)
Friedrich Schlegel (NSDAP)
Erich Schneider (NSDAP)

## Abgeordnete
| Name                 | Fraktion | Anmerkungen                                                        |
| -------------------- | -------- | ------------------------------------------------------------------ |
| Heinrich Bennecke    | NSDAP    |                                                                    |
| Karl Bielig          | SPD      |                                                                    |
| Karl Böchel          | SPD      |                                                                    |
| Helmut Böhme         | NSDAP    |                                                                    |
| Theodor Böhme        | CSVD     |                                                                    |
| Arthur Bretschneider | DStP     | Mandatsniederlegung nach der 2. Sitzung                            |
| Johannes Dieckmann   | DVP      |                                                                    |
| Arthur Dittrich      | SPD      |                                                                    |
| Walter Dönicke       | NSDAP    | Landtagspräsident                                                  |
| Paul Drechsel        | NSDAP    |                                                                    |
| Emil Ebert           | SPD      |                                                                    |
| August Eckardt       | DNF      |                                                                    |
| Walter Erdmann       | NSDAP    |                                                                    |
| Ernst Frenzel        | SPD      |                                                                    |
| Eugen Fritsch        | SPD      | nachgerückt für den ausgeschiedenen Abgeordneten Josef Siegnoth    |
| Karl Fritsch         | NSDAP    |                                                                    |
| Johannes Fritzsche   | NSDAP    |                                                                    |
| Karl Gerlach         | SPD      |                                                                    |
| Arthur Göpfert       | NSDAP    |                                                                    |
| Walter Grellmann     | DNF      |                                                                    |
| Kurt Gruber          | NSDAP    |                                                                    |
| Oswald Güttler       | SPD      |                                                                    |
| Curt Haase           | NSDAP    |                                                                    |
| Paul Heide           | SPD      |                                                                    |
| Werner Heinke        | NSDAP    |                                                                    |
| Paul Herrmann        | SPD      |                                                                    |
| Hugo Hickmann        | DVP      |                                                                    |
| Alfons Hitzler       | NSDAP    |                                                                    |
| Karl Horn            | NSDAP    |                                                                    |
| Paul Kämpfe          | NSDAP    |                                                                    |
| Karl Kautzsch        | SPD      |                                                                    |
| Willy Kluge          | NSDAP    |                                                                    |
| Adolf Kob            | NSDAP    |                                                                    |
| Martin Kuhn          | SPD      |                                                                    |
| Erich Kunz           | NSDAP    | 1. stellv. Landtagspräsident                                       |
| Kurt Lasch           | NSDAP    |                                                                    |
| Hermann Liebmann     | SPD      |                                                                    |
| Karl Martin          | NSDAP    |                                                                    |
| Cuno Meyer           | NSDAP    |                                                                    |
| Gustav Müller        | SPD      | Mandatsniederlegung nach der 2. Sitzung                            |
| Richard Müller       | Zentrum  |                                                                    |
| Friedrich Munde      | NSDAP    |                                                                    |
| Ernst Mutz           | NSDAP    |                                                                    |
| Otto Naumann         | NSDAP    | 2. stellv. Landtagspräsident                                       |
| Otto Nebrig          | SPD      | Mandatsniederlegung nach der 2. Sitzung                            |
| Walter Neul          | NSDAP    |                                                                    |
| Alexander Pache      | DNF      |                                                                    |
| Paul Arthur Rabe     | NSDAP    |                                                                    |
| Willy Reichelt       | NSDAP    |                                                                    |
| Herbert Roghé        | NSDAP    |                                                                    |
| Erich Rosig          | NSDAP    |                                                                    |
| Wilhelm Sander       | SPD      |                                                                    |
| Paul Schaaf          | NSDAP    |                                                                    |
| Richard Schladebach  | DNF      |                                                                    |
| Marie Martha Schlag  | SPD      |                                                                    |
| Friedrich Schlegel   | NSDAP    |                                                                    |
| Otto Schleinitz      | SPD      |                                                                    |
| Erich Schneider      | NSDAP    |                                                                    |
| Alfons Scholtis      | NSDAP    |                                                                    |
| Arno Schreiber       | NSDAP    |                                                                    |
| Georg Schroeder      | NSDAP    |                                                                    |
| Martha Seifert       | SPD      |                                                                    |
| Johannes Siegert     | DNF      |                                                                    |
| Josef Siegnoth       | SPD      | Mandatsniederlegung nach der 2. Sitzung, Nachrücker: Eugen Fritsch |
| Paul Sterzing        | NSDAP    |                                                                    |
| Werner Studentkowski | NSDAP    |                                                                    |
| Hermann Tempel       | SPD      |                                                                    |
| Bertha Thiel         | SPD      |                                                                    |
| Karl Tögel           | DNF      |                                                                    |
| Paul Unterstab       | NSDAP    |                                                                    |
| Johann Wehle         | SPD      |                                                                    |
| Kurt Weisflog        | NSDAP    |                                                                    |